# Гарин, Сергей Александрович
Сергей Александрович Гарин (настоящая фамилия Гарфильд; 1873—1927) — русский и советский драматург, литератор, партийный деятель, писатель и сценарист.

## Биография
Родился в 1873 году в Москве. Отец — из обедневшей шотландской семьи, режиссёр Большого театра.
В 1890-х годах вступил в революционное движение, в 1894 году был репрессирован за революционную деятельность. В 1900 году был арестован и отправлен в трёхлетнюю ссылку в Сибирь, после возвращения, в 1903 году вступил в Иркутскую партию Российской империи и стал её членом, за что неоднократно арестовывался. В середине 1890-х годов начал писать сценарии для театров, впервые его сценарий «Купленный муж» был поставлен в Петербургском театре в 1910 году, чуть позже стал писать сценарии и для кинематографа. Вошёл в состав киностудии Госкино в качестве сценариста и члена художественного совета.
Жил в Петрограде-Ленинграде в знаменитом Толстовском Доме в квартире 559. Скончался 2 марта 1927 года в Ленинграде.

## Фильмография

### Сценарист
- 1925 — Вздувайте горны
- 1926 — Девятый вал